# Bad Blood (serie televisiva)
Bad Blood è una serie televisiva canadese del 2017 in sei episodi, presentati in anteprima su Citytv il 21 settembre 2017. Il 6 marzo 2018 Rogers Media ha annunciato il rinnovo per una seconda stagione che vedrà la partecipazione di otto episodi presentati il 11 ottobre 2018.
Ideata da Simon Barry che ha scritto la sceneggiatura assieme a Michael Konyves, la miniserie è liberamente ispirata al libro del 2015 "Business or Blood: Mafia Boss Vito Rizzuto's Last War" di Antonio Nicaso e Peter Edwards, in cui vengono narrate le vicende della Famiglia Rizzuto, organizzazione criminale di stampo mafioso con base a Montréal.
In Italia, la prima stagione della serie è stata interamente pubblicata il 7 dicembre 2018 su Netflix, e la seconda stagione il 31 maggio 2019.

## Trama

### Prima stagione
Nei primi anni 2000, Vito Rizzuto (Anthony LaPaglia) è il capo di una famiglia criminale, che cerca di portare la pace nel mondo criminale di Montreal. Ci riesce, ma, dopo essere stato implicato e arrestato per numerosi omicidi commessi nel 1981, il suo impero crolla. Mentre era in prigione, il figlio di Vito, Nico (Brett Donahue) e il padre di Vito, Nicolo Rizzuto (Paul Sorvino), vengono assassinati dagli avversari di Vito, mentre la famiglia viene affidata al suo confidente, Declan Gardiner (Kim Coates). Le spedizioni di droga sono anche decollate dall'antagonista principale, Sal Montagna (Joris Jarsky). Nel frattempo, la Corte Suprema del Quebec, France Charbonneau (Claudia Ferri), è incaricata di combattere la corruzione all'interno della famiglia Rizzuto. Dopo il rilascio di Vito nel 2012, rifiuta Declan per le morti nella sua famiglia avvenute sotto il suo turno. Vito in seguito lo perdona mentre lui e Declan si lanciano in una vendetta contro chiunque abbia mai attraversato la famiglia Rizzuto. Declan, dopo essersi sentito tradito, aveva segretamente trasferito la sua fedeltà a Sal prima del doppio attraversamento e uccidendolo. Declan anche in seguito avvelena fatalmente Vito, lasciandolo come capo della droga di Montreal.

### Seconda stagione
Cinque anni dopo la morte di Vito Rizzuto, il suo ex confidente, Declan, è il re in carica del commercio di droga di Montreal. Declan incontra i rivali, quando si rifiuta di collaborare con i nuovi arrivati, i gemelli figlio e figlia, Teresa (Anna Hopkins) e Christian Langana (Gianni Falcone), di un capo calabrese. Combattono la guerra nel tentativo di strappare la città dalla sua presa. I Langana, legati ai fratelli Cosoleto, Hamilton, Domenic (Louis Ferreira) ed Enzo (Daniel Kash), e dei loro figli, Luca (Franco Lo Presti) e Nats (Dylan Taylor), interrompono l'equilibrio della famiglia e iniziano a trattare il fentanyl, più pericoloso. Nel frattempo, la divisione del crimine organizzato RCMP, guidata da Nellie Bullock (Lisa Berry), si prepara a catturare tutti con l'aiuto di un informatore confidenziale, la moglie di Nats, Valentina Cosoleto (Melanie Scrofano). Sebbene preferisca lavorare da solo, Declan si rende presto conto che, per rimanere al vertice, deve arruolare qualche aiuto per poter spostare il suo prodotto, che avra' da Rose Sunwind (Sharon Taylor), il leader della famiglia Sunwind, dalla loro riserva indiana vicino a Montreal. Declan porta anche suo nipote Reggie Ross (Ryan McDonald) sotto la sua ala dopo il suo rilascio dalla prigione. Dopo che Nats è stato mandato in prigione per aver involontariamente ucciso un astante, Valentina, non sapendo che è stata registrata dalla polizia, rivela a Nats che è stata coinvolta con la polizia. Dopo che Domenic è stato informato della registrazione, non gli resta altra scelta che uccidere Valentina. Come parte del piano elaborato da Declan per abbattere i Langana, in seguito ottiene il contratto di protezione di Nats in prigione, ordina il suo pestaggio e costringe Enzo a diventare informatore se vuole che suo figlio viva. Domenic, che viene messo al corrente della situazione di Enzo, raccontata dai Langana, viene ucciso da Christian. Mentre i Langana stanno per lasciare la città, il piano di Declan si sta svolgendo; scopre dove vivono e li segue. Quando si rendono conto di essere seguiti, si scatena una sparatoria in cui Declan uccide Christian; Teresa fugge e si vendica organizzando gli omicidi di Nats ed Enzo. Scopre dai motociclisti che Declan vive con Rose nella sua riserva, dove lo catturano con Rose e Reggie. Teresa uccide Reggie e spara a Declan. Declan, non ferito a morte, uccide Teresa mentre cammina verso un elicottero con il quale stava per fuggire. Con tutti gli indagati da Nellie morti, e Declan rimasto pulito, l'RCMP chiude la divisione del crimine organizzato. Con i Langana morti, Declan vince la guerra per il controllo della sua città.

## Episodi
| Stagione         | Episodi | Prima TV Canada | Pubblicazione Italia |
| ---------------- | ------- | --------------- | -------------------- |
| Prima stagione   | 6       | 2017            | 2018                 |
| Seconda stagione | 8       | 2018            | 2019                 |

## Accoglienza
La prima stagione ha raggiunto un totale di 3,2 milioni di spettatori canadesi.
Il Toronto Star ha definito la serie "I Soprano" canadesi. John Doyle del The Globe and Mail ha elogiato la prima stagione, definendola: "docu-drama molto superiore: avvincente, riccamente strutturato e focalizzato senza troppa attenzione non solo sulle dinamiche violente di un'operazione di massa ma su ciò che accade quando un leader forte è assente e il centro del potere si disintegra". Doyle ha anche elogiato la seconda stagione, definendola: "un intrattenimento elegante e un dramma criminale di alto livello, intelligente per la famiglia e il potere economico".